# Abbey Road
Abbey Road – jedenasty album studyjny angielskiej grupy The Beatles wydany 26 września 1969 w Wielkiej Brytanii oraz 1 października 1969 w USA. Jest to ostatnia wspólnie nagrana płyta zespołu, wydana jako przedostatnia, przed albumem Let It Be.
Album był nagrywany od 22 lutego do 18 sierpnia 1969 w londyńskim studio Abbey Road.

## Geneza albumu
Po niezadowalających sesjach nagraniowych do albumu Let It Be (pierwotnie mającego nosić tytuł Get Back), The Beatles zaproponowali producentowi George’owi Martinowi, że zbiorą się ponownie i nagrają płytę „jak za starych dobrych czasów”, nie bacząc na konflikty jakie narosły podczas nagrywania albumu The Beatles (znanego też jako White Album – „Biały album”). Martin zgodził się, w efekcie czego powstała płyta Abbey Road.

## Cechy charakterystyczne albumu
Płyta jest szczególnie znana z utworu George’a Harrisona Something. Wspomniana piosenka, a także inna, Here Comes the Sun, udowadniają jego potencjał kompozytorski, porównywalny z tym Lennona czy McCartneya. Drugi z wymienionych utworów był oparty na wcześniejszej kompozycji Harrisona i Erica Claptona napisanej dla zespołu Claptona, Cream, Badge. Inne powszechnie rozpoznawalne utwory z płyty Abbey Road to Come Together Lennona i Oh, Darling McCartneya.

## Abbey Road Medley
Na drugiej stronie albumu znajduje się szesnastominutowa wiązanka złożona z krótkich piosenek (niektóre z nich są urwane), połączonych przez Beatlesów. Większość z tych utworów powstała i została nagrana w wersji demo podczas sesji do White Album oraz Let It Be. Swoistą suitę rozpoczyna You Never Give Me Your Money McCartneya (luźno nawiązujące do problemów finansowych Beatlesów z wytwórnią Apple), po nim następują trzy kompozycje Lennona: Sun King (z wyróżniającymi się – podobnie jak w Because – harmoniami wokalnymi Lennona, McCartneya i Harrisona), Mean Mr. Mustard (napisane podczas niesławnej podróży Beatlesów do Indii) i Polythene Pam. Kolejne, to cztery kompozycje McCartneya: She Came in Through the Bathroom Window (napisaną po tym, jak jedna z fanek włamała się do rezydencji Paula, prawdopodobnie przez okno w łazience), Golden Slumbers (opartą na XIX-wiecznym wierszu Thomasa Dekkera), Carry That Weight (jedna z niewielu piosenek, w której śpiewają wszyscy czterej Beatlesi), a na koniec – ironiczna puenta The End, zawierająca pierwsze i jedyne solo perkusyjne Starra nagrane na taśmę za jednym razem (jest obecne na oryginalnej wersji płyty), a także żywiołowe, grane na zmianę solówki gitarowe Lennona, McCartneya i Harrisona (wersja alternatywna z solówką gitary prowadzącej Harrisona i solo perkusyjnym Starra jest umieszczona na płycie 3 wydawnictwa The Beatles Anthology).
Krótki utwór Her Majesty, kończący drugą stronę płyty, był pierwotnie częścią wiązanki. McCartneyowi nie podobało się jednak jej brzmienie i kazał ją wyciąć. Inżynier studia, Geoff Emerick, miał nakaz niewyrzucania niczego, co stworzyli Beatlesi – umieścił Her Majesty po wiązance, po dwudziestosekundowym okresie ciszy. Beatlesom spodobał się ten przypadkowy interesujący efekt i piosenka pozostała na albumie. Na większości okładek płyty utwór Her Majesty nie jest wymieniony. Jego nazwa widnieje jednak na naklejce na samej winylowej płycie. Słuchając uważnie, można na początku Her Majesty wychwycić ostatnią nutę utworu Mean Mr. Mustard, po którym Her Majesty był oryginalnie umieszczony przed wycięciem.

## Słynna fotografia

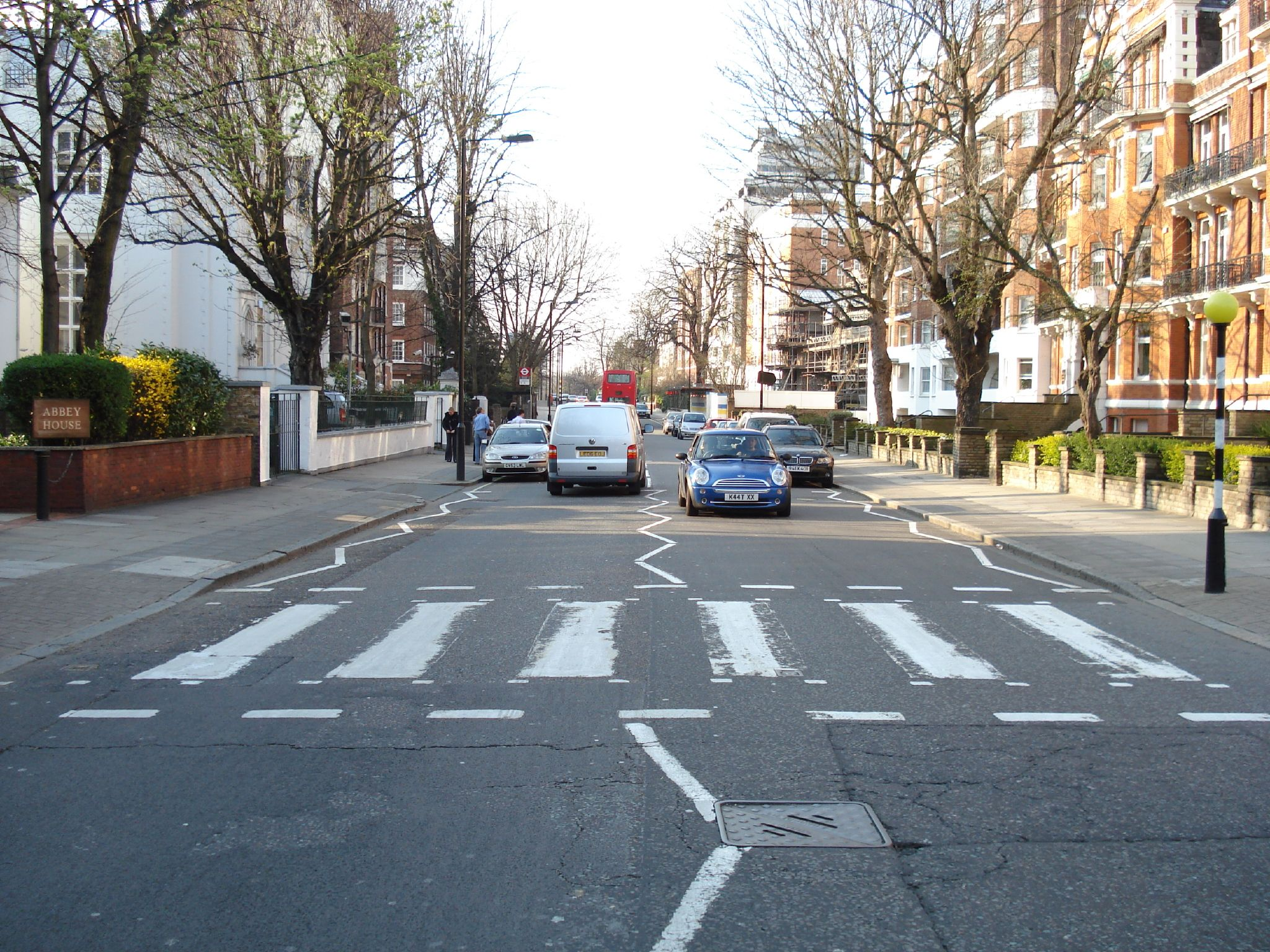
Abbey Road 2007

Jak wspomina Geoff Emerick, w pewnym momencie dla albumu planowano tytuł Everest (od nazwy gatunku papierosów, które palił). Na okładce miało znajdować się zdjęcie Beatlesów w Himalajach. Pomysł jednak upadł – nazwa została zmieniona na Abbey Road, a fotografię na okładkę zrobiono na ulicy podczas przerwy w nagrywaniu. Zdjęcie to stało się jedną z najsłynniejszych i najczęściej imitowanych okładek w historii rocka. Wokół tejże okładki narosła swego rodzaju legenda – pewne drobiazgi na zdjęciu spowodowały powstanie plotek na temat przypuszczalnej śmierci Paula McCartneya. Paul jest na nim boso, nie kroczy równo z pozostałymi Beatlesami i trzyma papierosa, zaś tablica z numerami samochodu – „281F” (odczytywana „28 if” – choć rzeczone „i” to w rzeczywistości „1”) ma wskazywać na to, że miałby 28 lat gdyby żył (ang. if – „gdyby”). Uściślając, Paul miał 27 lat w momencie wydania Abbey Road.
Człowiek stojący na chodniku w tle po prawej stronie to amerykański turysta, Paul Cole. Nie wiedział, że został sfotografowany, do momentu ujrzenia okładki po kilku miesiącach. Z garbusa stojącego po lewej fani ukradli występującą na zdjęciu tablicę rejestracyjną, a samo auto ostatecznie trafiło do Automuseum Volkswagen w Wolfsburgu.
Fotografia przyczyniła się do tego, że to konkretne przejście na pasach przy ulicy Abbey Road stało się popularną atrakcją turystyczną. Codziennie można zobaczyć turystów pozujących do zdjęcia w charakterystycznym ustawieniu, jak na okładce płyty, nie baczących na to, że ulica nie jest wyłączona z ruchu.
Obecnie po drugiej stronie, w tzw. wschodnim Londynie istnieje Abbey Road, oraz otwarta w 2011 roku stacja DLR. Jest ona związana z popularnym przejściem, tylko reklamą na stacji, gdzie przezorne władze Transport for London umieściły wskazówki dotarcia.

## Wyróżnienia
W 2003 album został sklasyfikowany na 14. miejscu listy 500 albumów wszech czasów magazynu Rolling Stone. W tym samym roku kanał telewizyjny VH1 określił Abbey Road ósmym najlepszym albumem wszech czasów.

## Lista utworów
Wszystkie utwory zostały napisane przez spółkę Lennon/McCartney, wyjątki opisane:
| Strona pierwsza | Strona pierwsza               | Strona pierwsza  | Strona pierwsza |
| Nr              | Tytuł utworu                  | Wokal prowadzący | Długość         |
| --------------- | ----------------------------- | ---------------- | --------------- |
| 1.              | „Come Together”               | Lennon           | 4:20            |
| 2.              | „Something” (Harrison)        | Harrison         | 3:03            |
| 3.              | „Maxwell’s Silver Hammer”     | McCartney        | 3:27            |
| 4.              | „Oh! Darling”                 | McCartney        | 3:26            |
| 5.              | „Octopus’s Garden” (Starkey)  | Starr            | 2:51            |
| 6.              | „I Want You (She’s So Heavy)” | Lennon           | 7:47            |
|                 |                               |                  | 24:54           |

| Strona druga | Strona druga                              | Strona druga                        | Strona druga |
| Nr           | Tytuł utworu                              | Wokal prowadzący                    | Długość      |
| ------------ | ----------------------------------------- | ----------------------------------- | ------------ |
| 1.           | „Here Comes the Sun” (Harrison)           | Harrison                            | 3:05         |
| 2.           | „Because”                                 | Lennon, McCartney i Harrison        | 2:45         |
| 3.           | „You Never Give Me Your Money”            | McCartney                           | 4:02         |
| 4.           | „Sun King”                                | Lennon, McCartney i Harrison        | 2:26         |
| 5.           | „Mean Mr. Mustard”                        | Lennon                              | 1:06         |
| 6.           | „Polythene Pam”                           | Lennon                              | 1:12         |
| 7.           | „She Came In Through the Bathroom Window” | McCartney                           | 1:57         |
| 8.           | „Golden Slumbers”                         | McCartney                           | 1:31         |
| 9.           | „Carry That Weight”                       | McCartney, Lennon, Harrison i Starr | 1:36         |
| 10.          | „The End”                                 | McCartney                           | 2:05         |
| 11.          | „Her Majesty”                             | McCartney                           | 0:23         |
|              |                                           |                                     | 22:08        |

Uwagi:
- Her Majesty występuje jako „ukryty utwór (hidden track)”, nie był uwzględniony na większości okładek płyt.
- Utwory od 3 do 7 na drugiej stronie czasami występują jako jeden utwór – („The Abbey Road Medley”)[23]